# Eddie Bracken
Eddie Bracken, pseudonimo di Edward Vincent Bracken (Queens, 7 febbraio 1915 – Glen Ridge, 14 novembre 2002), è stato un attore statunitense.
Nel 1939 ha sposato l'attrice Anna Constance Nickerson da cui ha avuto cinque figli: Michael, Dave, Judy, Carolyn e Susan.
È morto nel 2002, ad 87 anni, in seguito a complicazioni di un intervento. È stato cremato.

## Filmografia

### Cinema
- Tragedia sul Pacifico (Pacific Liner), regia di Lew Landers (1939)
- Too Many Girls, regia di George Abbott (1940)
- Life with Henry, regia di Theodore Reed (1941)
- Reaching for the Sun, regia di William A. Wellman (1941)
- Un pazzo va alla guerra (Caught in the Draft), regia di David Butler (1941)
- La fortezza s'arrende (The Fleet's In), regia di Victor Schertzinger (1942)
- Sweater Girl, regia di William Clemens (1942)
- Signorine, non guardate i marinai (Star Spangled Rhythm), regia di George Marshall e A. Edward Sutherland (1942)
- Happy Go Lucky, regia di Curtis Bernhardt (1943)
- Quando eravamo giovani (Young and Willing), regia di Edward H. Griffith (1943)
- Il miracolo del villaggio (The Miracle of Morgan's Creek), regia di Preston Sturges (1944)
- Evviva il nostro eroe (Hail the Conquering Hero), regia di Preston Sturges (1944)
- L'isola dell'arcobaleno (Rainbow Island), regia di Ralph Murphy (1944)
- Bring on the Girls, regia di Sidney Lanfield (1945)
- Donne indiavolate (Out of This World), regia di Hal Walker (1945)
- Mi piace quella bionda (Hold That Blonde), regia di George Marshall (1945)
- Ladies' Man, regia di William D. Russell (1947)
- Fun on a Week-End, regia di Andrew L. Stone (1947)
- La foglia di Eva (The Girl from Jones Beach), regia di Peter Godfrey (1949)
- L'allegra fattoria (Summer Stock), regia di Charles Walters (1950)
- Quattro ragazze all'abbordaggio (Two Tickets to Broadway), regia di James V. Kern (1951)
- About Face, regia di Roy Del Ruth (1952)
- Matrimoni a sorpresa (We're Not Married!), regia di Edmund Goulding (1952)
- A Slight Case of Larceny, regia di Don Weis (1953)
- Una domenica d'estate, regia di Giulio Petroni (1962)
- National Lampoon's Vacation, regia di Harold Ramis (1983)
- Oscar - Un fidanzato per due figlie (Oscar), regia di John Landis (1991)
- Mamma, ho riperso l'aereo: mi sono smarrito a New York (Home Alone 2: Lost in New York), regia di Chris Columbus (1992)
- La recluta dell'anno (Rookie of the Year), regia di Daniel Stern (1993)
- Baby Birba - Un giorno in libertà (Baby's Day Out), regia di Patrick Read Johnson (1994)

### Televisione

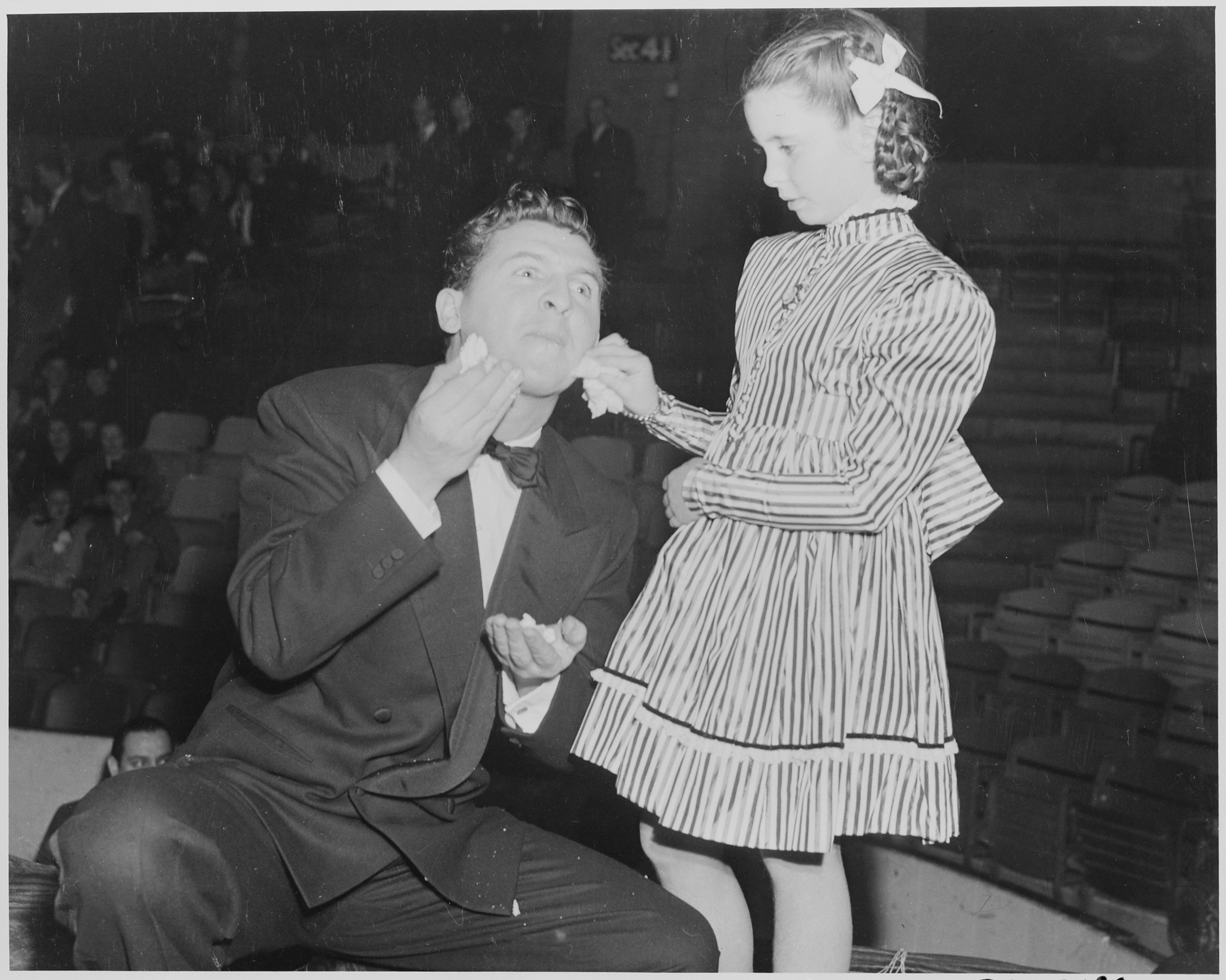
Eddie Bracken con Margaret O'Brien al Roosevelt Birthday Ball nel 1946

- Lux Video Theatre – serie TV, 1 episodio (1953)
- Goodyear Television Playhouse – serie TV, 1 episodio (1955)
- The 20th Century-Fox Hour – serie TV, episodio 1x14 (1956)
- Schlitz Playhouse of Stars – serie TV, 2 episodi (1953-1956)
- The Ford Television Theatre – serie TV, 2 episodi (1953-1956)
- The Alcoa Hour – serie TV, episodio 2x19 (1957)
- Playhouse 90 – serie TV, 1 episodio (1957)
- Climax! – serie TV, episodio 3x34 (1957)
- Kraft Television Theatre - serie TV, 1 episodio (1957)
- David Niven Show (The David Niven Show) – serie TV, episodio 1x06 (1959)
- The Roaring 20's – serie TV, 1 episodio (1961)
- Going My Way – serie TV, episodio 1x06 (1962)
- Gli uomini della prateria (Rawhide) – serie TV, 2 episodi (1963-1964)
- La legge di Burke (Burke's Law) – serie TV, 2 episodi (1964-1965)
- Le pazze storie di Dick Van Dyke (The New Dick Van Dyke Show) – serie TV, 2 episodi (1973)
- Ellery Queen – serie TV, episodio 1x21 (1976)
- Provaci ancora Lenny (Busting Loose) – serie TV, 1 episodio (1977)
- Un salto nel buio (Tales from the Darkside) – serie TV, episodio 1x10 (1984)
- La signora in giallo (Murder, She Wrote) – serie TV, episodi 1x19 (1985)
- Storie incredibili (Amazing Stories) – serie TV, episodio 1x17 (1986)
- Cuori senza età (The Golden Girls) – serie TV, 1 episodio (1990)
- Oltre la legge - L'informatore (Wiseguy) – serie TV, 2 episodi (1990)
- Il cane di papà (Empty Nest) – serie TV, 1 episodio (1990)
- Monsters – serie TV, 1 episodio (1991)
- Persone scomparse (Missing Persons) – serie TV, 1 episodio (1993)
- Cosby indaga (The Cosby Mysteries) – serie TV, 1 episodio (1994)
- Ed – serie TV, 1 episodio (2000)

### Teatro
- Too Many Girls (Broadway, 18 ottobre 1939)

## Doppiatori italiani
Nelle versioni in italiano delle opere in cui ha recitato, Eddie Bracken è stato doppiato da:
- Gianfranco Bellini in Signorine, non guardate i marinai, Matrimoni a sorpresa, Oscar - Un fidanzato per due figlie
- Pino Ferrara in Ellery Queen, Mamma, ho riperso l'aereo - Mi sono smarrito a New York
- Carlo Romano in Mi piace quella bionda
- Giorgio Lopez in La signora in giallo
- Vincenzo Ferro in La recluta dell'anno